# Lợn hươu Togian
Lợn hươu Togian (Babyrousa togeanensis) là một loài động vật có vú trong họ Suidae, bộ Artiodactyla. Loài này được Sody mô tả năm 1949.